# Rolvsøy kommun
Rolvsøy kommun (norska: Rolvsøy kommune) var en kommun i Østfold fylke i sydöstra Norge. Kommunen omfattade den östra delen av ön Rolvsøy, norr om staden Fredrikstad i nuvarande Fredrikstads kommun. Orten Rekustad utgjorde kommunens centralort.
Området motsvaras av Rolvsøy socken och hade 6891 invånare 2022.

## Administrativ historik
Rolvsøy kommun upprättades den 1 januari 1911 genom utbrytning ur Tune kommun. Kommunen hade 2 381 invånare vid upprättandet.
Den 1 januari 1994 gick Rolvsøy kommun, tillsammans med kommunerna Borge, Kråkerøy och Onsøy, upp i Fredrikstads kommun. Kommunens hade då 5 947 invånare.

## Kommunvapen
Blasonering: I rødt en gull båt med mast og beslått storseil.
(I rött fält en enmastad båt av guld.)
Kommunvapnet godkändes genom kunglig resolution den 16 april 1982. Motivet syftar på de rika upptäckter från vikingatiden (bland annat det stora Haugenskeppet) som gjordes på gården Haugen på Rolvsøya på 1860-talet. Båtformen i vapnet har ett segel från medeltiden som förebild.

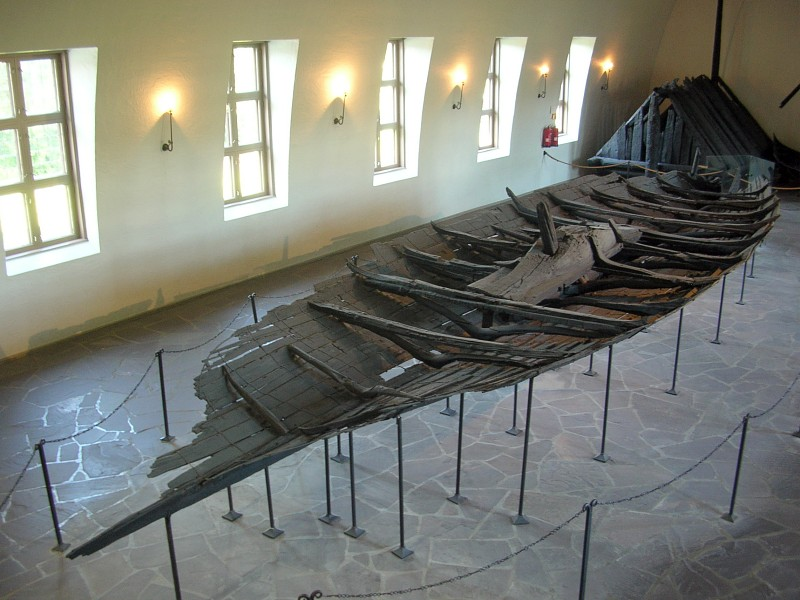
Fynd från vikingatiden som Tuneskeppet är vad kommunvapnets motiv syftar på.